# Textgeschichte des Neuen Testaments

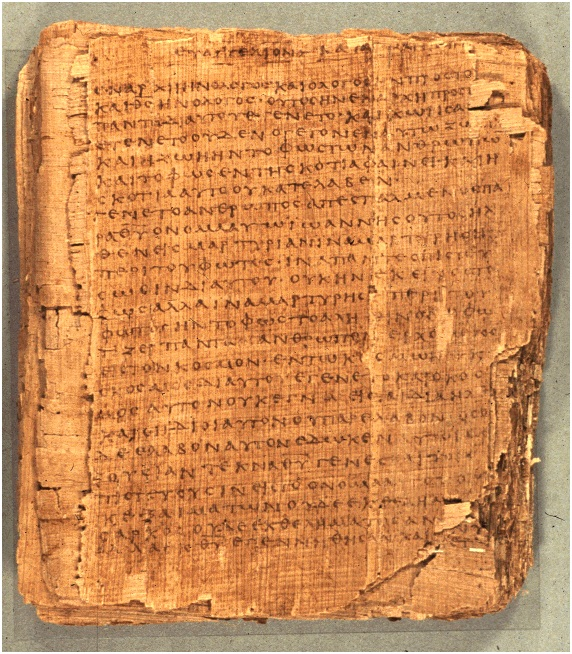
(Papyrus Bodmer II), ungefähr auf das Jahr 200 datiert. Eines der ältesten erhaltenen Manuskripte des Neuen Testaments

Als Textgeschichte des Neuen Testaments wird die Überlieferung des Textes durch Handschriften bezeichnet.
Die handschriftliche Überlieferung des Neuen Testaments ist besser und umfangreicher als die jedes anderen antiken Literaturdenkmals. Die ältesten Textzeugen liegen der Entstehungszeit der originalen Autographen sehr nahe.
Die für die Textgeschichte wesentlichen Handschriften werden aufgeteilt in Papyri, Majuskeln, Minuskeln, Lektionare und frühe Übersetzungen.
Während die Kanonsgeschichte nach vorne blickt, indem sie die auf ein bestimmtes Ziel, nämlich den Abschluss des Kanons, hinführende Entwicklung betrachtet, ist die Textgeschichte nach rückwärts gerichtet, indem sie dem Ausgangspunkt der Textüberlieferung nahekommen will.

## Entdeckung der Handschriften
Gegenwärtig sind etwa 5000 Handschriften bekannt, die das ganze griechische Neue Testament oder einen Teil davon enthalten. Der größte Teil davon wurde in den letzten zwei Jahrhunderten für die Forschung erschlossen. Zur Zeit der Reformation war, abgesehen vom Codex Bezae, keine vor dem 11. Jahrhundert entstandene Handschrift einem größeren Kreis bekannt.
Im Jahr 1627 bekam König Karl I. (England) vom Patriarchen von Konstantinopel den Codex Alexandrinus geschenkt. Dieser Kodex wurde im 18. Jahrhundert publiziert. In der zweiten Hälfte des 19. Jahrhunderts wurden zwei der wichtigsten Majuskeln publiziert, der Codex Vaticanus und der Codex Sinaiticus.
Um 1900 wurden die Oxyrhynchus-Papyri entdeckt, 1930 die Chester-Beatty-Papyri und 1950 die Bodmer-Papyri.

## Material
Als Material für die Handschriften wurden Papyrus und Pergament verwendet.
Papyrus war das „Papier der Antike“. Es wurde aus den gepressten Stängeln der Papyrusstaude hergestellt. In feuchtem Klima sind Papyri nicht sehr haltbar, in trockenem jedoch so lange, dass Funde von antiken Papyri seit dem 19. Jahrhundert in Ägypten und Palästina für Aufsehen sorgten. Papyrus ist ziemlich brüchig, sodass die meisten Fundstücke Fragmente mit nur wenigen Buchstaben sind. Pergament war schon damals ein sehr teurer Beschreibstoff, ist aber viel widerstandsfähiger gegen Feuchte und Bruch, daher sind viel mehr frühe Handschriften auf Pergament erhalten geblieben, auch wenn diese zur Zeit ihrer Entstehung vermutlich klar in der Minderzahl waren.

## Schriftrolle oder Kodex
Die Handschriften sind entweder Rollen – vor der Beschriftung werden mehrere Papyrus- oder Pergamentblätter seitlich aneinandergeklebt und auf einen Stock gerollt – oder Kodizes, eine frühe Form unserer Bücher.
Neutestamentliche Handschriften sind einzig in Kodex-Form überliefert. Das lässt sich auch an kleinsten Bruchstücken sicher entscheiden, da Blätter eines Kodex immer beidseitig beschrieben wurden (außer vielleicht beim letzten Blatt des gesamten Kodex). Einseitig beschriebene neutestamentliche Handschriftenreste sind äußerst selten und gehören nicht zu üblichen Schriftrollen (vgl. dazu die Handschriftenlisten bei Aland: Der Text des Neuen Testaments).
Ob neutestamentliche Handschriften eventuell von Anfang an in Kodex-Form geschrieben wurden, es also nie neutestamentliche Schriften in Rollenform gegeben hat, ist derzeit nicht sicher aussagbar. Die ältesten neutestamentlichen Papyri stammen aus dem zweiten nachchristlichen Jahrhundert.

## Die wichtigsten Handschriften

### Papyri
Die Papyri stammen aus dem 2. bis 7. Jahrhundert, die ältesten erhaltenen Handschriften des Neuen Testaments sind Papyri. Der Text wurde bei den Papyri in griechischen Großbuchstaben ohne Wortzwischenräume (Scriptio continua) geschrieben. Papyri wurden ab dem 19. Jahrhundert entdeckt, als Ägypten und andere Länder des nahen Ostens für archäologische Ausgrabungen erschlossen wurden.
Einige wichtige Papyri-Sammlungen sind nach dem Käufer (Chester Beatty, Martin Bodmer) oder nach dem Fundort (Oxyrhynchus) benannt. Papyri werden in der Textkritik mit {\displaystyle {\mathfrak {P}}} und hochgestellten Zahlen abgekürzt. Es sind heute über 400.000 Papyri bekannt, etwas mehr als 100 davon enthalten Teile des NT, mitunter nur sehr kleine Bruchstücke.
Einige Papyri stammen mit Sicherheit aus dem 2. Jahrhundert. So wird der berühmte Johannes-Papyrus {\displaystyle {\mathfrak {P}}}52 auf 125–150 datiert. Noch weitreichendere Frühdatierungen von Fragmenten, teilweise bis in die erste Hälfte des 1. Jahrhunderts, sind in der Wissenschaft umstritten. Einige Forscher ordnen beispielsweise Papyrus 7Q5 als neutestamentlichen Papyrus ein. Ein prominenter Vertreter dieser frühen Datierung war Carsten Peter Thiede. {\displaystyle {\mathfrak {P}}}64, {\displaystyle {\mathfrak {P}}}64 und {\displaystyle {\mathfrak {P}}}67 dürfen nach wie vor als Papyri des zweiten Jahrhunderts betrachtet werden.
Die wichtigsten Papyri sind
- Bodmer-Papyri, z. B. {\displaystyle {\mathfrak {P}}}66 und {\displaystyle {\mathfrak {P}}}75, beide um 200, umfassen einen Großteil des Johannesevangeliums.
- Chester-Beatty-Papyri {\displaystyle {\mathfrak {P}}}45, {\displaystyle {\mathfrak {P}}}47, um 200–250; {\displaystyle {\mathfrak {P}}}46 (enthält die meisten Paulusbriefe) ebenfalls um 200, aber von einem Autor ins 1. Jahrhundert datiert[3]
- Oxyrhynchus-Papyri, 2.–4. Jahrhundert, z. B. {\displaystyle {\mathfrak {P}}}90
- {\displaystyle {\mathfrak {P}}}52, ein kleines Stück Johannesevangelium spätestens aus der ersten Hälfte des 2. Jahrhunderts, das älteste mit Sicherheit dem Neuen Testament zuzuordnende Fragment.

### Majuskeln
Majuskelhandschriften oder kurz Majuskeln nennt man die in Großbuchstaben auf Pergament geschriebenen Handschriften. Nach dem verwendeten Schrifttyp, der Unziale, spricht man gleichbedeutend auch von Unzialhandschriften (kurz Unzialen, Einzahl Unzial). Pergament ist deutlich teurer als Papyrus, aber viel haltbarer, es wurde daher besonders für wertvolle Dokumente verwendet oder für Schriften mit repräsentativen Zwecken.
Heute sind etwa 300 Majuskeln bekannt, die aus dem 4. bis 9. Jahrhundert stammen. Sie werden in der Textkritik nach dem System von Nestle-Aland abgekürzt durch Großbuchstaben oder durch Zahlen, die mit einer Null beginnen.
Die fünf wichtigsten davon sind zugleich auch die wichtigsten Repräsentanten der verschiedenen Texttypen, so dass bereits diese fünf Codices einen guten Überblick über die wichtigsten Varianten geben können:
- der Codex Sinaiticus, abgekürzt א oder 01, Neues Testament, 4. Jahrhundert
- der Codex Alexandrinus, abgekürzt A oder 02, Altes und Neues Testament, 5. Jahrhundert
- der Codex Vaticanus, abgekürzt B oder 03, Altes und Neues Testament, 4. Jahrhundert
- der Codex Ephraemi Rescriptus, abgekürzt C oder 04, etwa zwei Drittel des Neuen Testaments, 5. Jahrhundert
- der Codex Bezae oder Cantabrigiensis (nach dem Aufbewahrungsort Cambridge), abgekürzt D oder 05, die vier Evangelien und Teile der Apostelgeschichte, aus dem 5. oder 6. Jahrhundert.

### Minuskeln
Minuskelhandschriften oder kurz Minuskeln nennt man die in Kleinbuchstaben der Minuskelschrift geschriebene Handschriften, die aus dem 9. bis 15. Jahrhundert stammen. Es sind etwa 2900 Minuskeln katalogisiert.
Das geringere Alter beschränkt den Wert der Minuskeln für die Textkritik, es gibt jedoch einige, die nah mit wesentlich älteren Handschriften verwandt sind. Zum Beispiel die Minuskeln 33, 579, 892 und 2427 sind in der höchsten Qualitätsstufe eingeteilt.

### Lektionare
Ein Lektionar des Neuen Testaments ist eine Abschrift eines liturgischen Buches zur Lesung, welches auch Teile des Neuen Testaments enthält. Lektionare können in griechischen Unzialen oder Minuskeln geschrieben sein. Als Schreibmaterial dient Pergament, Papyrus, Vellum oder Papier.

### Frühe Übersetzungen
In den Anfängen der Textkritik waren griechische Textzeugen aus den ersten Jahrhunderten noch nicht verfügbar, so dass die frühen Übersetzungen Hinweise auf die Textformen dieser Zeit geben können. Seit den Funden der Papyri sind die frühen Übersetzungen und die Zitate bei den Kirchenvätern wieder mehr in den Hintergrund getreten, weil jetzt auch direkte griechische Textzeugen aus dieser frühen Zeit zur Verfügung stehen. Die verschiedenen Übersetzungen haben ihre eigene Textgeschichte und die daraus erschlossene Textform repräsentiert indirekt nur einen einzelnen Textzeugen, nämlich die griechische Handschrift, die dem Übersetzer vorlag. Aus der Übersetzung ist jedoch der genaue Wortlaut der griechischen Vorlage nicht mit Sicherheit zu erschließen.
- Syrisch: Es werden fünf verschiedene syrische Übersetzungen des Neuen Testaments unterschieden, die zwischen dem 2. und 6. Jahrhundert entstanden sind: die altsyrische Übersetzung, die Peschitta, die philoxenische, die harcleanische und die palästinisch-syrische.

- Latein: Vor der bekannten Vulgata des Hieronymus aus dem späten 4. Jahrhundert gab es verschiedene lateinische Übersetzungen, die in Afrika, Italien und Gallien entstanden. Die ältesten entstanden im letzten Viertel des 2. Jahrhunderts in Afrika. Manchmal werden sie unter dem Namen Itala oder Vetus Latina zusammengefasst.

- Koptisch: Zu Beginn des 3. Jahrhunderts entstanden die ersten Übersetzungen ins Koptische. Es gibt verschiedene Dialekte, z. B. das Sahidische, das Bohairische usw.[5]

- Gotisch: Wulfila übersetzte die Bibel um die Mitte des 4. Jahrhunderts ins Gotische.

- Armenisch: Die armenische Übersetzung aus dem 5. Jahrhundert, auch „Königin der Bibelübersetzungen“ genannt, gilt als genaueste der frühen Bibelübersetzungen. Von der Vulgata abgesehen, sind von keiner anderen Übersetzung annähernd so viele Manuskripte erhalten.

## Zitate
Bibeltexte wurden schon sehr früh zitiert. Die wichtigste Gruppe von Zitaten stammt von den Kirchenvätern, aber es gibt auch Zitate in Schriften, die als Häretisch verurteilt wurden. Insbesondere in der Gnostik wurde ebenfalls viel zitiert. Für eine gesicherte Verwendung von Zitaten in der Textkritik, muss zuerst der Textbestand textkritisch gesichert und die Textgeschichte erforscht werden, um auszuschließen, dass die Bibelzitate im Lauf der Überlieferung an spätere Textformen angepasst worden sind. Aufgrund dieser Problematik sind die Kirchenväterzitate zunehmend aus der Textkritik verschwunden. Es gibt jedoch Projekte, die das komplette Material der Kirchenväterhandschriften auswerten und eine kritische Ausgabe herausbringen wollen. Wenn das geschehen ist, können diese Zitate wieder eine wissenschaftlich gesicherte Rolle in der Textgeschichte spielen.